# Зенкевич Ромуальд Симонович
Ромуальд Зенкевич — польський фольклорист, педагог, етнограф. Збирач українських пісень на Пінщині.

## Життєпис
Zilonaja dubrowońka

Czoho rano zaszumiła?

— Oj jakże mni nie szumici!

Czerez menie Tatary iduć,

Szabelkami holje tnuć,

Wezut Wołynoczku,

Mołoduju Ukrainoczku.

Za jeju pohonia idie,

Jeje rodny baciuchno.

Wona na zad pozirnuła,

Szyrynoju zamachnuła:

Oj wernisa mój baciuchno!

Bo ty menie nie dohonisz,

Ono konika utomisz.
«Piosenki gminne ludu Pińskiego» (1851)
Народився 1 лютого 1811 року у місті Мінську.
Був вчителем у Пінському повіті. Надрукував у журналі Юзефа Крашевського «Athenaeum» в перекладі на польську мову «Народні пісні, зібрані на Пінщині та переведені Р. Зенкевичем» (1847), «O kurhanach i grodziskach powiatu Osmianskego» там же (Вільно, ч. V, 1848) — опис деяких урочищ Пінського повіту, пов'язаних з народними переказами; опис колядування, весільних звичаїв тощо в журналі «Biblioteka Warszawska» (1852, т. 4; 1853, т. 1).
Головна його заслуга полягає в збиранні та виданні українських пінських пісень: «Piosenki gminne ludu Pińskiego» (Ковно, 1851), поряд з польським перекладом також був надрукований і український пінський оригінал, переданий польським шрифтом. Збірник в основному складається з пісень над річками Піной, Прип'яттю і Цной (понад 200 пісень), до яких додано декілька пісень з Волинського Полісся, з Бугу, з околиць Любомля. Зенкевич — етнограф-аматор, не вчений, тим не менш його збірка є першою збіркою пісень, яке, на відміну від попередніх йому збірників Яна Чечота, вже має наукове значення.
Цікавився археологією, досліджував городища, вали і кургани в околицях Ошмян, Турова, писав про це (1848). Писав вірші, займався історією польської літератури і окремими проблемами педагогіки. Помер Зенкевич, будучі сліпим, в крайній бідності.